# زیردریایی آیریس (کیو۱۸۸)
زیردریایی آیریس (کیو۱۸۸) (به انگلیسی: French submarine Iris (Q188)) یک زیردریایی بود که طول آن ۶۸٫۱ متر (۲۲۳ فوت ۵ اینچ) بود. این زیردریایی  در سال ۱۹۳۴ ساخته شد.